# Canadair CL-13 Sabre
El Canadair CL-13 Sabre fue una versión del caza a reacción North American F-86 Sabre fabricada por la compañía canadiense Canadair, bajo licencia de la estadounidense North American Aviation. Fue producido hasta 1958 y su principal operador fue la Real Fuerza Aérea Canadiense (RCAF), que lo empleó hasta ser sustituido por el Canadair CF-104 en 1962. Además, también fue vendido a otras fuerzas aéreas. El Canadair Sabre fue considerado uno de los mejores cazas en combate cerrado en su día.

## Diseño y desarrollo

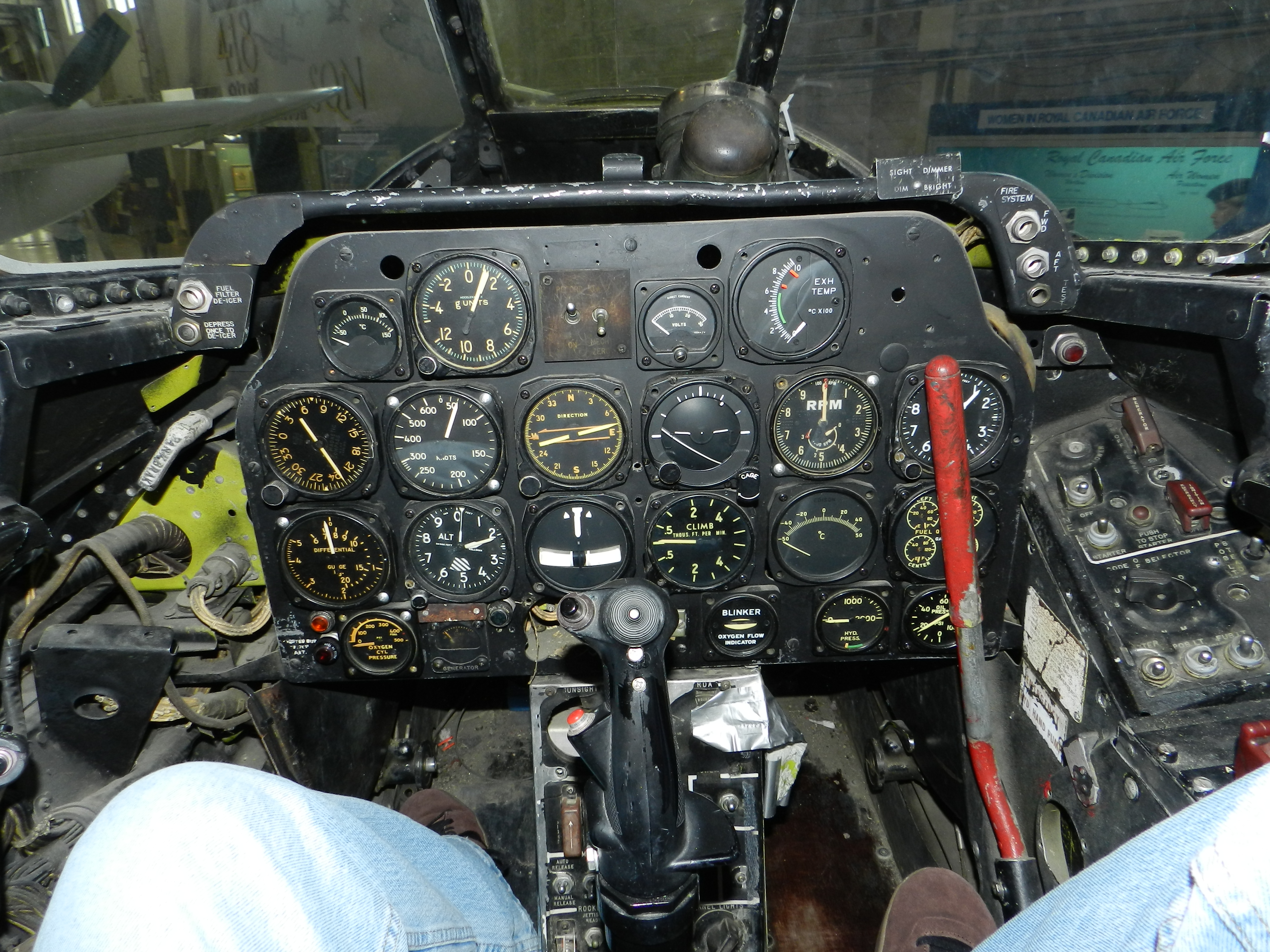
Cabina del Canadair Sabre Mk. 1

En 1948, el gobierno canadiense decidió reequipar el RCAF con el F-86 que Canadair contrató para producirlos en Montreal, Quebec, Canadá. Se ordenó un lote inicial de 10 aviones para la verificación de la herramienta. La guerra de Corea cambió esto a un lote de producción de 100 aviones. Canadair construyó lentamente sus instalaciones de producción para fabricar todos los componentes con equipos relacionados obtenidos de otros proveedores canadienses. Canadair le dio al Sable el número de proyecto CL-13.
Canadair produjo seis versiones del Sable CL-13. El único Sabre Mk.1 era esencialmente el mismo que el Saber F-86A de Norteamérica. Tenía un turborreactor General Electric J47-GE-13 de 5.200 lbf (23 kN) de empuje. El Sabre Mk.2 tenía el mismo motor, aunque después de que se produjeron los primeros 20 aviones, el resto de la carrera de producción se distinguió por tener controles asistidos por potencia y un plano de "vuelo completo". El único Sabre Mk 3 fue el primero de los Sabres canadienses en utilizar el turborreactor Avro Canada Orenda (Orenda 3 con empuje de 6,000 lbf (27 kN)). El Sabre Mk.4 retuvo el motor de General Electric y fue destinado a la RAF y luego fue transferido a otras fuerzas aéreas de ultramar. El Sabre Mk.5 fue la siguiente versión de producción, equipado con un Orenda 10 con un empuje de 6,500 lbf (29 kN). Un cambio al Orenda 14 con 7,440 lbf (33 kN) impulsó el Sabre Mk.6.
El último Sabre fabricado por Canadair (Sabre # 1815), después de ser donado por la Fuerza Aérea de Pakistán, ahora forma parte de la colección permanente en el Western Canada Aviation Museum (WCAM) en Winnipeg, Manitoba. Desde 1950 Para 1958, se construyeron un total de 1,815 CL-13 Sabres en la planta de Canadair en Montreal.

## Historia Operacional
La segunda generación de aviones Canadair Sabre, y la primera en ser construida en cantidad, fue el Mk 2, con 350 producidos desde 1952–1953. El RCAF recibió 290 de estos aviones mejorados. Durante la primera mitad de 1952, los 60 Mk.2 restantes se entregaron a la Fuerza Aérea de los Estados Unidos para su uso en la guerra de Corea. La mayoría de RCAF Mk.2 Sabres se utilizaron en la función de defensa aérea con la División Aérea Nº 1 de la OTAN en Europa, demostrando ser un excelente luchador de perros. Otros fueron asignados al rol de entrenamiento en las bases en Canadá. Después de ser reemplazado por Sabre 5 en el servicio de RCAF desde 1954, poco más de 210 Sabre 2 sobrevivientes fueron revisados y modificados en el Reino Unido y suministrados en números aproximadamente iguales a la Fuerza Aérea Griega y las Fuerzas Aéreas de Turquía.
A mediados de 1952, el Sabre Mk.4 entró en producción con el primero lanzado el 28 de agosto de 1952. Aparte de algunos cambios estructurales y de sistemas menores, entre los que se incluyen el mejoramiento del aire acondicionado y la vista de la pistola, el Mk 2 y el Mk 4 eran idénticos. . De 438 Mk 4s construidos, aproximadamente 70 fueron usados temporalmente por el RCAF, todos los ejemplos sobrevivientes pasaron a la RAF. Los otros Sabre 4 fueron directamente a la RAF bajo un programa de ayuda mutua, equipando a 11 escuadrones de la RAF. La mayoría sirvió en Alemania Occidental con la OTAN, con dos escuadrones basados en el Reino Unido como parte del Comando de Combate de la RAF. El Sabre Mk.4 sirvió con la RAF hasta mediados de 1956, cuando fueron reemplazados por Hawker Hunters. Los supervivientes fueron revisados en el Reino Unido, equipados con modificaciones en el ala '6-3' y entregados a la USAF (que había financiado estas aeronaves), que a su vez las transmitió a otros miembros de la OTAN, la mayoría a Italia y Yugoslavia. 
El 30 de julio de 1953, el primer Sabre Mk.5 voló con el motor Orenda 10, lo que le dio una clara tasa de ascenso y ventaja de techo sobre las variantes anteriores. Otras mejoras de Mk 5 incluyeron un nuevo sistema de oxígeno y una mejor maniobrabilidad y características de baja velocidad logradas al aumentar la cuerda del ala en seis pulgadas (15,2 cm) en la raíz y tres pulgadas (7,2 cm) en la punta del ala junto con un pequeño valla de ala vertical. Esta modificación, originada por North American en el F-86F, mejoró drásticamente la maniobrabilidad, aunque la pérdida del borde de ataque de rejilla aumentó la velocidad de aterrizaje y degradó considerablemente el manejo a baja velocidad. Canadair construyó 370 Mk 5s con la mayoría designada para su uso en los escuadrones de la División Aérea de la RCAF en Europa para reemplazar los Mk.2s. Un total de 75 RCAF Sabre 5s fueron transferidos a la Luftwaffe alemana durante 1957.
El Canadair Sabre Mk.6 fue la variante final y se consideró que era la "mejor" producción que Sabre haya construido.  Estaba equipado con un motor Orenda de dos etapas que desarrollaba 7.275 libras (3.302 kg.) De empuje estático. Su rendimiento en altitud y su velocidad de ascenso se mejoraron con respecto al Mk 5 y la reinstalación del listón del borde delantero del ala le dio excelentes características de baja velocidad. El primer modelo de producción se completó el 2 de noviembre de 1954 y, finalmente, 655 se construyeron con la producción que terminó el 9 de octubre de 1958. 
Un total de 390 Mk 6s fueron a la RCAF y la mayoría reemplazó a los Canadair Sabre Mk 5s existentes en los escuadrones de la División Aérea en Alemania Occidental y Francia. Las principales amenazas aéreas a la OTAN en la década de 1950 en Europa Central fueron las primeras variantes del MiG soviético: el MiG-15, el MiG-17, el MiG-19 y el MiG-21. Sobre la base de la experiencia de la guerra de Corea, la selección del Mk 6 Sabre para proporcionar una oposición efectiva a la amenaza MiG resultó ser lógica. El compromiso de Canadá con la OTAN fue proporcionar 12 escuadrones ubicados en cuatro bases: dos en Francia (Marville y Grostenquin) y dos en Alemania Occidental (Zweibrücken y Baden Soellingen). Inicialmente, la contribución consistía solo en aviones Sabre; sin embargo, más tarde se decidió incluir el avión Avro Canada CF-100 en el paquete de defensa para proporcionar una capacidad de combate nocturno y para todo tipo de clima.
Aunque el uso principal del Sabre por el RCAF fue en Europa, también fueron utilizados por las unidades de tiempo parcial de RCAF en Canadá, en reemplazo del De Havilland Vampire. Se equiparon 400 escuadrones "Ciudad de Toronto" y 411 "Condado de York" con base en RCAF Station Downsview cerca de Toronto, así como 401 escuadrones "Ciudad de Westmount" y 438 "Ciudad de Montreal" en RCAF Station St-Hubert cerca de Montreal. con Sabre 5s, al igual que el 442 Escuadrón "Ciudad de Vancouver" en RCAF Station Sea Island, cerca de Vancouver.
Además de las entregas de RCAF, se exportaron 225 Canadair Mk 6 Sabres a la Luftwaffe de Alemania Occidental, seis se entregaron a la Fuerza Aérea Colombiana y 34 a la Fuerza Aérea de Sudáfrica.
En enero de 1966, Alemania vendió 90 de sus Mk 6 Sabres canadienses a Irán. Estos aviones se transfirieron rápidamente a Pakistán y se convirtieron en el principal luchador de la Fuerza Aérea de Pakistán.

### Conflictos militares
Canadair Sabres fue el pilar de sus respectivas fuerzas aéreas en los dos conflictos principales en los que estuvieron empleados: la guerra de Corea, donde los F-86 Sabres acumularon un impresionante récord de 6-1 muertes, y la Guerra Indo-Pakistaní de 1971. El diminuto Folland Gnat fue su principal oponente en la guerra indo-paquistaní. A finales de 1971, el Gnat demostró ser un oponente frustrante para el Saber más grande, más pesado y más viejo. La Fuerza Aérea de la India se refirió a Gnat como un "cazador de sable", ya que la mayoría de sus muertes en combate durante las dos guerras fueron contra Sabres. Aunque el Canadair Sabre Mk 6 fue considerado como el mejor peleador de perros de su era, las tácticas requerían que los Gnats se enfrentaran a los Sabres en la arena vertical, donde los Sabres estaban en desventaja. Además, debido a que el Gnat era liviano y de forma compacta, era difícil de ver, especialmente en los niveles bajos donde tenían lugar la mayoría de las peleas de perros.

### Registros de velocidad de las mujeres
En 1952, Jacqueline Cochran, que entonces tenía 47 años, decidió desafiar el récord mundial de velocidad para las mujeres, que luego tenía Jacqueline Auriol. Ella intentó pedir prestado un F-86 de la Fuerza Aérea de los Estados Unidos, pero fue rechazada. La presentaron a un vicealiscal de aire de la RCAF que, con el permiso del Ministro de Defensa de Canadá, le pidió que tomara prestado 19200, el único Sabre 3. Canadair envió un equipo de apoyo de 16 hombres a California para el intento. El 18 de mayo de 1953, la Sra. Cochran estableció un nuevo récord de velocidad de 100 km de 1,050.15 km / h (652.5 mph). Más tarde, el 3 de junio, estableció un nuevo récord de circuito cerrado de 15 km de 1078 km / h (670 mph). Mientras estaba en California, superó los 1270 km / h en una inmersión, y así se convirtió en la primera mujer en superar la velocidad del sonido.

### Halcones de oro
Véase también: Golden Hawks
Los Golden Hawks eran un equipo de vuelo acrobático canadiense que se estableció en 1959 para celebrar el 35 ° aniversario de la Royal Canadian Air Force y el 50 ° aniversario "Golden" del vuelo canadiense, que comenzó con el AEA Silver Dart en 1909. Inicialmente, un avión de seis aviones. Se proyectó que el equipo que volaba brillantemente pintado en metal dorado, Canadair Sabre Mk.5s, actuaría durante solo un año, pero los Golden Hawks eran tan populares después de su única temporada de 63 shows que el equipo fue ampliado. En el año siguiente, se agregó otro avión al equipo, lo que permitió una formación principal de cinco aviones con dos jets individuales. Los Golden Hawks continuaron actuando durante tres temporadas más, cambiando al Mk 6 en 1961, hasta que se disolvieron el 7 de febrero de 1964, habiendo volado un total de 317 shows en toda América del Norte.

## Variantes
Sabre Mk. 1
1 fabricado, prototipo basado en el F-86A.
Sabre Mk. 2
350 fabricados, basado en el F-86E, 60 para la USAF, 3 para la RAF, 287 para la RCAF.
Sabre Mk. 3
1 fabricado, banco de pruebas para el motor Orenda 3, incluyó modificaciones estructurales para acomodar el nuevo motor.
Sabre Mk. 4
438 fabricados, 10 para la RCAF, 428 para la RAF con la designación Sabre F.4.
Sabre Mk. 5
370 fabricados, basado en el F-86F con motor Orenda, todos para la RCAF, 75 posteriormente fueron transferidos a la Luftwaffe.
Sabre Mk. 6
655 fabricados, 390 para la RCAF, 225 para la Luftwaffe, 6 para Colombia y 34 para Sudáfrica.

## Operadores
Alemania

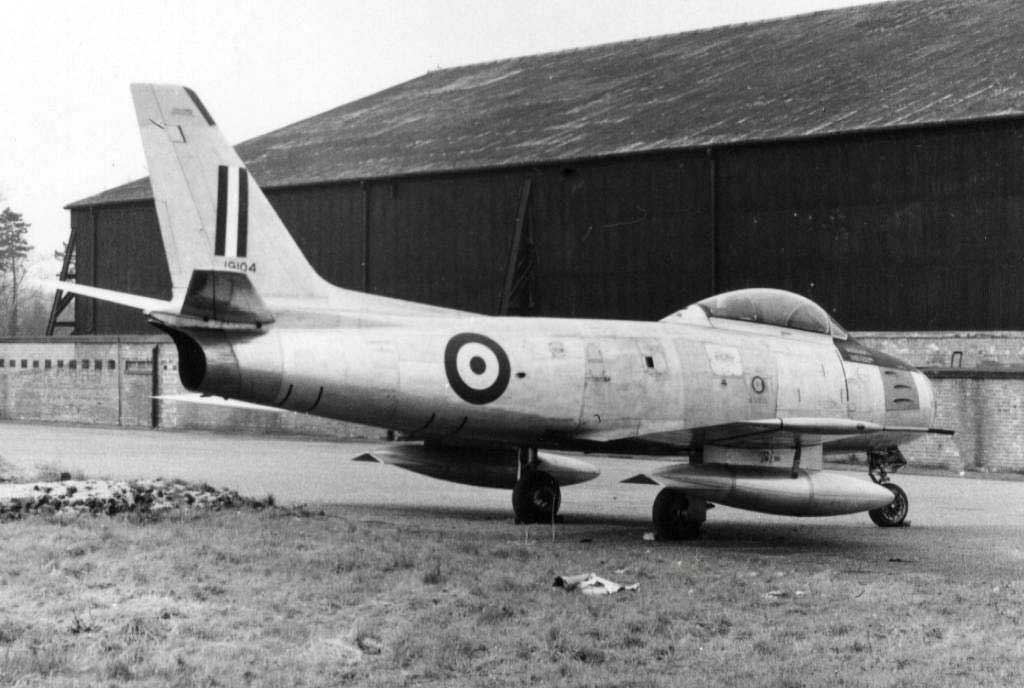
Canadair Sabre Mk.2 de la Fuerza Aérea Griega en 1955.

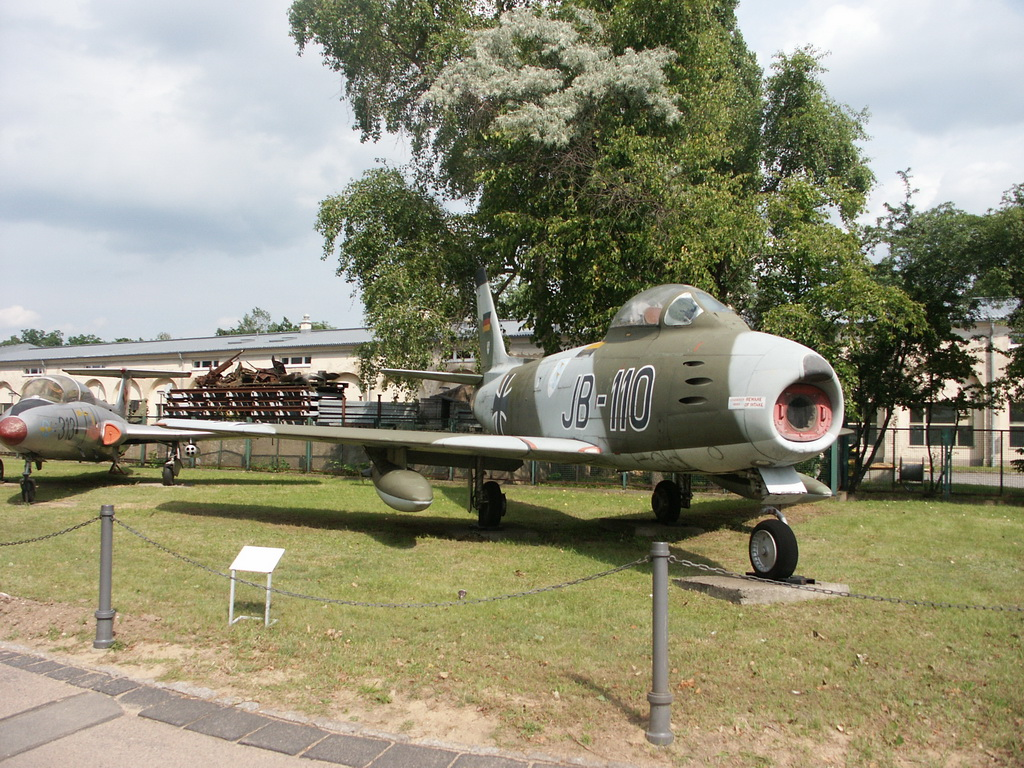
Un Canadair Sabre de la Luftwaffe conservado como monumento en Dresde.

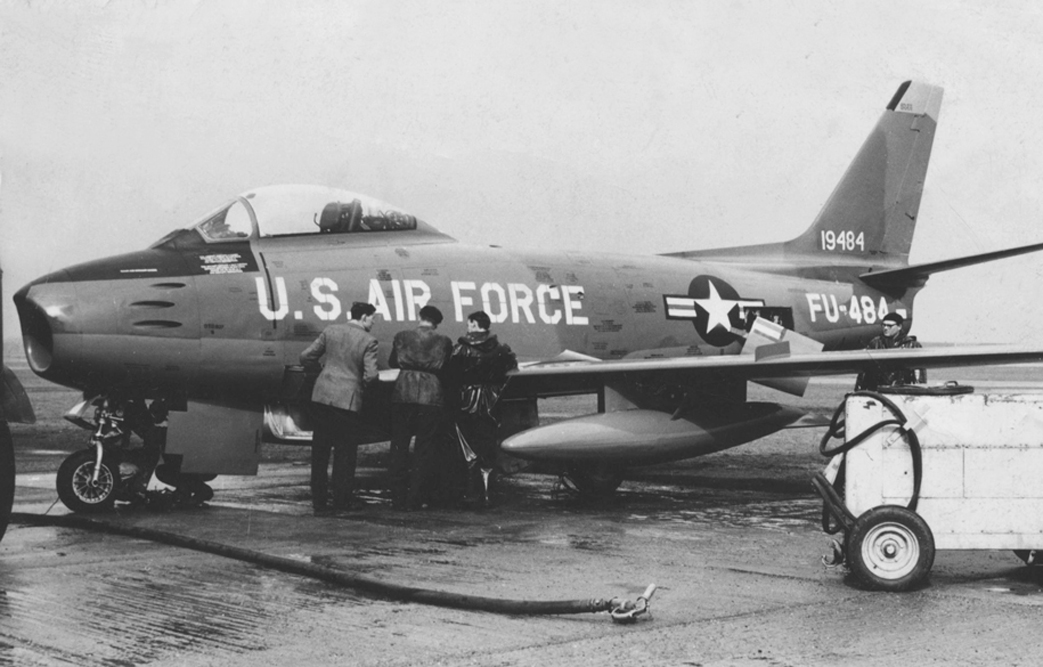
Un Canadair Sabre Mk.4 procedente de la RAF con las marcas de la Fuerza Aérea de los Estados Unidos en 1956, antes de ser entregado a Italia.

- Luftwaffe. 75 Canadair Sabre Mk.5 y 225 Canadair Sabre Mk.6, 1957-1964, asignados a las unidades JG 71, JG 72 y JG 73. El último Mk.6 usado para entrenamiento fue retirado en 1983.[2]

 Bangladés
 Canadá
- Real Fuerza Aérea Canadiense

 Colombia
- Fuerza Aérea Colombiana

 Estados Unidos
- Fuerza Aérea de los Estados Unidos

 Grecia
- Fuerza Aérea Helénica

 Honduras
- Fuerza Aérea de Honduras

 Italia
- Aeronáutica Militar Italiana

 Pakistán
- Fuerza Aérea de Pakistán. 90 aviones procedentes de la RCAF conseguidos a través de Irán procedentes de Alemania.

 Reino Unido
- Royal Air Force. 3 Canadair CL-13 Mk.2 y 428 Mk.4, 8 de diciembre de 1952-19 de diciembre de 1953; asignados a los escuadrones 3, 4, 20, 26, 66, 67, 71, 92, 93, 112, 130, 147 y 234. Entre 1956 y 1958, 302 Sabres de la RAF fueron reformados en el Reino Unido y devueltos a la USAF (quien había suminstrado los cazas bajo el Programa de Ayuda de Defensa Mutua) con colores de camuflaje con marcas de la RCAF y renombrados F-86E(M); de éstes, 121 fueron enviados a Yugoslavia y 179 a Italia.

 Sudáfrica
- Fuerza Aérea Sudafricana

 Turquía
- Fuerza Aérea Turca

 Yugoslavia
- Fuerza Aérea de Yugoslavia

## Especificaciones (Sabre Mk.6)

### Características generales
- Tripulación: 1 (piloto)
- Longitud: 11,43 m
- Envergadura: 11,32 m
- Altura: 4,49 m
- Peso vacío: 4.816 kg
- Peso máximo al despegue: 7.965 kg
- Planta motriz: 1× turborreactor Avro Canada Orenda 14.
  - Empuje normal: 32,4 kN (3300 kgf; 7275 lbf) de empuje.

### Rendimiento
- Velocidad máxima operativa (Vno): 1142 km/h (710 MPH; 617 kt)
- Alcance: 2044 km (1104 nmi; 1270 mi)
- Techo de vuelo: 16 459 m (54 000 ft)
- Régimen de ascenso: 11.800 ft/min

### Armamento
- Ametralladoras: 6× M2 Browning de calibre 12,7 mm, con un total de 1,602 proyectiles.
- Bombas: Hasta 2.400 kg de varios tipos de bombas. 1× bomba nuclear táctica
- Cohetes: Varios lanzadores de cohetes; por ejemplo: 2× contenedores Matra de 18× cohetes SNEB cada uno.
- Misiles: 2× misiles aire-aire de corto alcance AIM-9 Sidewinder
- Otros: Tanques de combustible externos, tanques de napalm.

### Desarrollos relacionados
- CAC Sabre
- North American FJ-1 Fury
- North American F-86 Sabre
- North American F-86D Sabre
- North American FJ-2/-3 Fury

### Aeronaves similares
- Dassault Mystère
- Mikoyan-Gurevich MiG-15